# Jacques Cordonnier
|  | Dieser Artikel wurde auf den Seiten der Qualitätssicherung des Projektes Politiker eingetragen. Hilf mit, ihn zu verbessern, und beteilige dich an der Diskussion! |

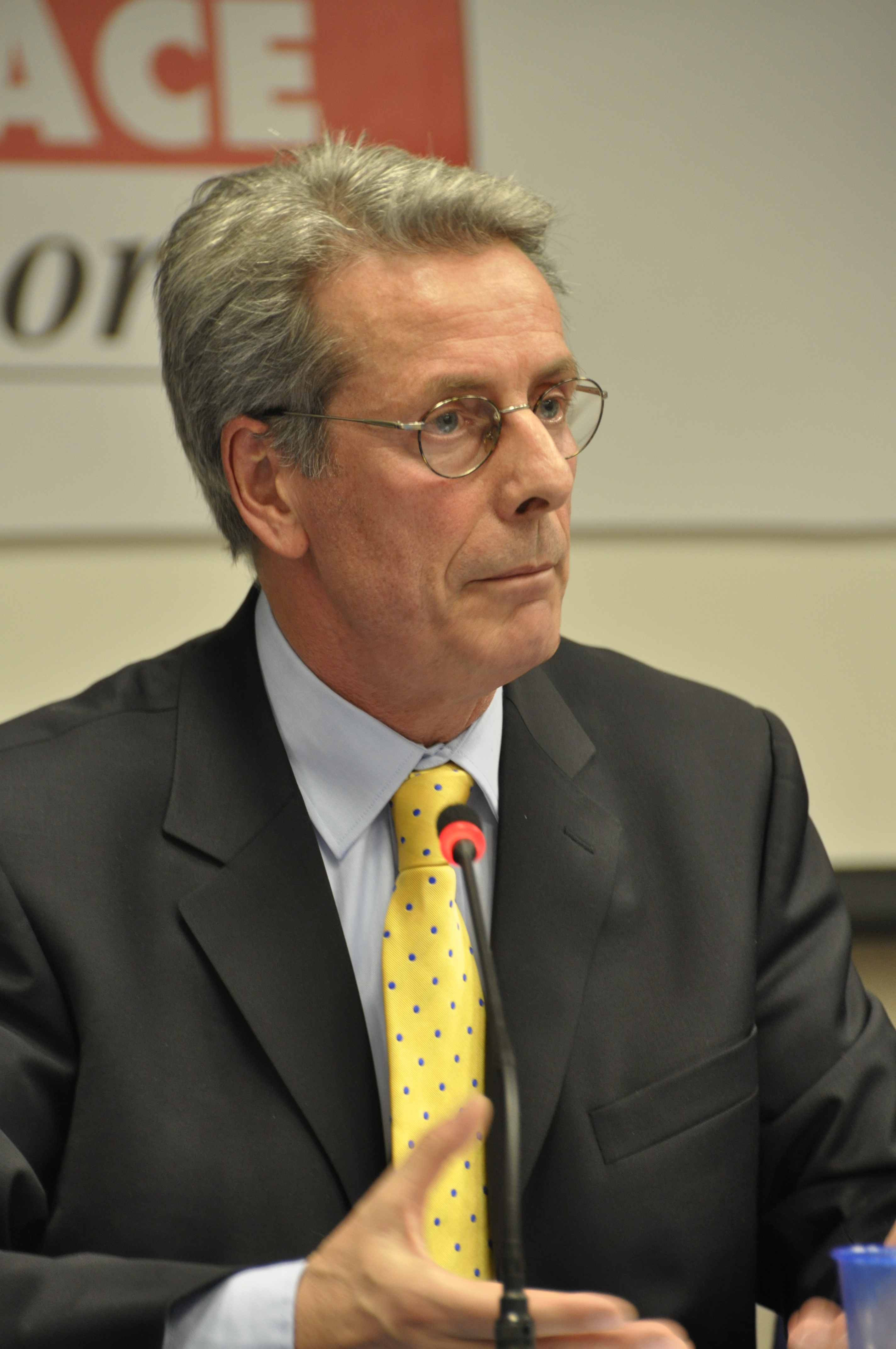
Jacques Cordonnier, 2010

Jacques Cordonnier (* 16. September 1950) ist ein französischer Politiker und seit April 2008 Präsident der elsässischen Regionalpartei Alsace d’abord.